# Den store flåde
Den store flåde er en dansk virksomhedsfilm fra 1955, der er instrueret af Theodor Christensen efter eget manuskript.

## Handling
Paulo, fisker i Mazara del Vallo på Sicilien, skal have en ny båd. Det er en alvorlig sag, som kræver mange overvejelser. Især er det vigtigt at vælge den rette motor. Paulos valg falder på en B&W Alpha motor, som så mange fiskere i Mazara før ham har valgt. Bådens bygning tager tid, men endelig kommer den store dag. Båden glider ud i vandet, den står ud på sit første togt og er nu medlem af den store flåde, der på alle have bjærger fangsten, som skal mætte millioner af munde. I al slags vejr kæmper den store flåde sig frem over havet, og mændene ombord udfører farefuldt og opslidende arbejde. Det er en god ting at have en god båd og en god motor i den daglige kamp for livet og føden, uanset om kampen står i Middelhavet, i Atlanterhavet udfor Bretagnes kyst eller i Göteborgs skærgård. Verdens fiskerflåde må aldrig lægge op.